# Liotryphon nucicola
Liotryphon nucicola är en stekelart som först beskrevs av Joseph Augustine Cushman 1931.  Liotryphon nucicola ingår i släktet Liotryphon och familjen brokparasitsteklar. Inga underarter finns listade i Catalogue of Life.